# الجامعة الأنطونية
الجامعة الأنطونية (UA) هي جامعة خاصة في لبنان ، تديرها الرهبانية الأنطونية المارونية .

## نبذة تاريخية

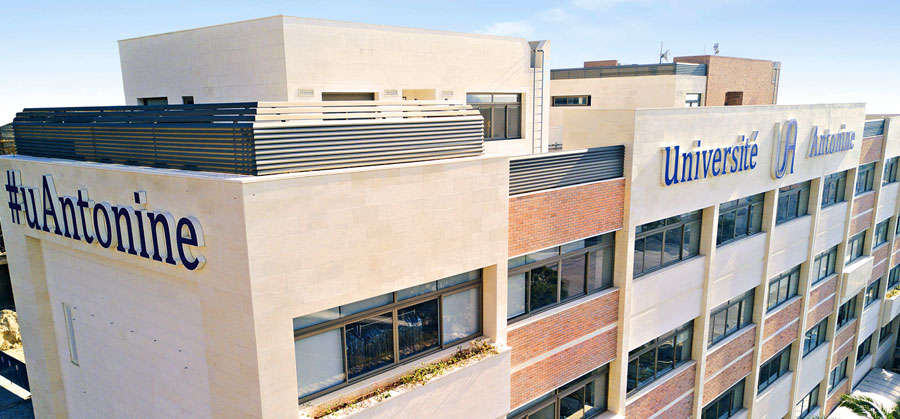

تأسست جامعة أنطونيان (الجامعة الأنطونية) عام 1996 ، وهي مؤسسة تعليم خاص خاصة غير ربحية تقع في مدينة بعبدا في جبل لبنان. لدى هذه المؤسسة ثلاثة فروع في المواقع التالية:
- بعبدا (الحرم الرئيسي)
- زحلة
- مجدليا زغرتا

تقدم الجامعة الأنطونية دورات وبرامج رسمية يحصل الطالب منها على شهادات معترف عليها من وزارة التعليم العالي اللبناني في عدة فروع دراسية.

## الحرم الرئيسي
لتسهيل الاندماج في الحياة الجامعية ، توفر الجامعة الأنطونية لجميع طلابها خدمات عالية الجودة:
- مكتب شؤون الطلاب
- المكتب الاجتماعي
- مكتب التدريب المهني
- مكتبات
- البنى التحتية والمختبرات
- المسكن.
- موقف سيارة
- كافتيريا

## الكليات والاختصاصات
تضم الجامعة الأنطونية سبع كليات:
- كلية الهندسة (1996)
- كلية إدارة الأعمال (2006)
- كلية علوم الرياضة (1996)
- كلية الصحة العامة (1996)
- كلية المعلومات والاتصالات (2006)
- كلية الموسيقى وعلم الموسيقى (1996)
- كلية علوم اللاهوت والدراسات الرعوية (1996)

## التطوير والبناء
تعمل الجامعة الأنطونية لبضع سنوات في موقع واسع للتطوير وإعادة الهيكلة ، وتعمل على تطوير عرضها التدريبي المتنوع. ويدعمها من خلال مراجعة وتحديث المحتوى ، وأساليب التدريب ، وإنشاء مناهج جديدة تتكيف مع الوظائف الجديدة في المستقبل وكذلك في سوق العمل ، محليًا وإقليميًا. يحسن التكامل المهني لخريجيها. يهدف هذا النهج التنموي إلى تعزيز التزام الجامعة بالتطور في دينامية الثقافة والبحث عن التميز في التعليم والعلوم والثقافة.

## معرض الصور

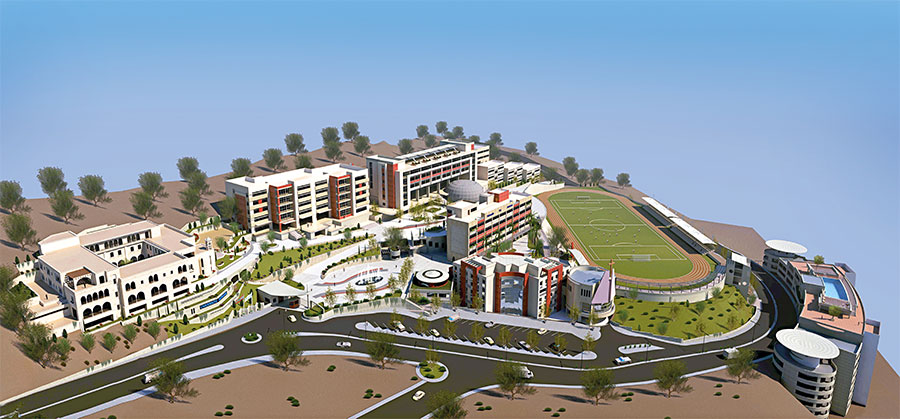
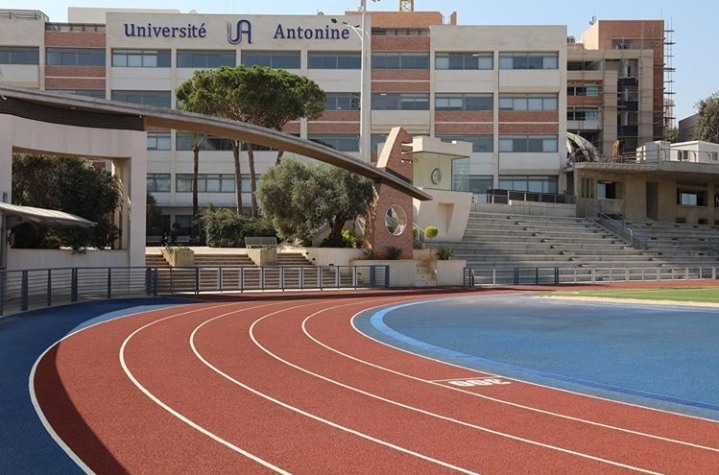
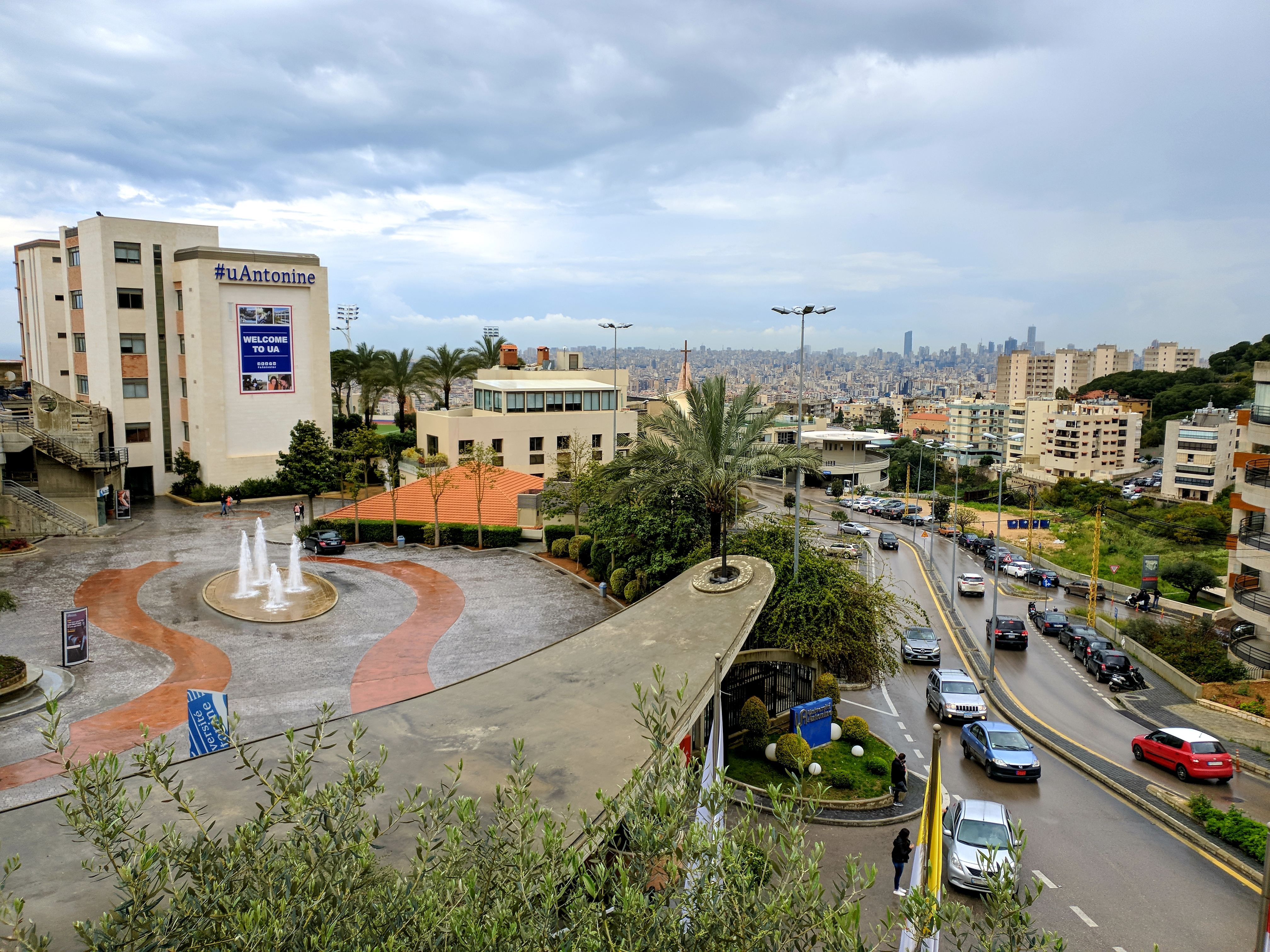
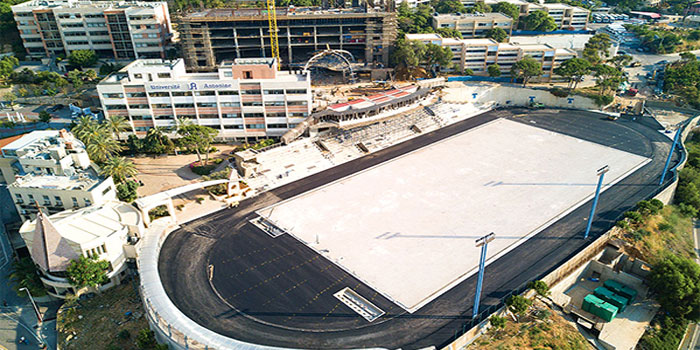

## روابط خارجية
- موقع الجامعة الأنطونية